# Marge d'apreciació
El marge d'apreciació, o també conegut en alguns casos com el marge de discrecionalitat, és una doctrina jurídica d'ampli abast en el dret internacional dels drets humans. Va ser elaborada pel Tribunal Europeu de Drets Humans (TEDH) per a jutjar si un Estat que és part del Conveni Europeu de Drets Humans (CEDH) ha de ser sancionat per limitar el gaudi dels drets. La doctrina permet al Tribunal conciliar les diferències pràctiques en l'aplicació dels articles del Conveni. La doctrina permet al Tribunal conciliar les diferències pràctiques en l'aplicació dels articles de la Convenció.